# Lingua dogon
Il dogon (Endonimo: dɔgɔsɔ) è la lingua parlata dal popolo Dogon. Secondo Vladimir Plungian, nel 1995, la lingua dogon era parlata da circa 600.000 persone, principalmente nel Mali, ma anche nel Burkina Faso.
Si tratta in realtà di una macro-lingua, formata da una ventina di dialetti o lingue (non sempre inter-comprensibili), con numerose varianti dialettali a seconda del villaggio. Uno sforzo di standardizzazione è in corso. I tre dialetti considerati più arcaici sono lo jámsay, il tommo sò ed il tòro sò.

## Classificazione
Il dogon fa parte della grande famiglia linguistica delle Lingue niger-kordofaniane, ma il suo collocamento in seno ai sottogruppi della famiglia è incerto e dibattuto.

## Lingue componenti il gruppo
Secondo ethnologue.com, 18ª edizione, il dogon è formato da 19 lingue/dialetti:
[tra parentesi il codice linguistico internazionale]

### Lingua Ampari
La lingua Ampari [aqd], è parlata da 5.200 persone, in 16 villaggi, nella zona di Mopti.

### Lingua Ana Tinga
La lingua Ana Tinga [dti], è parlata da 500 persone, nella zona di Mopti.

### Lingua Bankan Tey
La lingua Bankan Tey [dbw], è parlata da 1320 persone, nella regione di Mopti, è simile al Nanga Dama.

### Lingua Ben Tey
La lingua Ben Tey [dbt], è parlata da 3000 persone, in 3 villaggi, nella regione di Mopti.

### Lingua Bondum Dom
La lingua Bondum Dom [dbu], è parlata da 24.700 persone, nella regione di Mopti. Ha due dialetti: Kindjim e Nadjamba.

### Lingua Bunoge
La lingua Bunoge [dgb], è parlata da 1000 persone, nella zona a nord-est della città di Mopti. Ha alcune strutture sintattiche simili all'Ampari ed al Mombo, ma un lessico alquanto differente (Blench 2005)..

### Lingua Dogul Dom
La lingua Dogul Dom [dbg], è parlata da 15.700 persone, in 14 villaggi, nella regione di Mopti. Parecchi parlano anche il Donno So e/o il Tommo So.

### Lingua Donno So
La lingua Donno So [dds], è parlata da 45.300 persone, nella regione di Mopti. Ha due dialetti: Donno So e Kamma So

### Lingua Jamsay
La lingua Jamsay [djm], è parlata da 130.000 persone, nel Mali ed un numero non conosciuto in Burkina Faso. I dialetti principali sono: Bama, Domno, Gono, Guru e Pomuru. Il grado di comprensione tra i vari dialetti non è chiaro.

### Lingua Mombo
La lingua Mombo [dmb], è parlata da 17.000 persone, in 27 villaggi, nella zona tra Mopti e Bandigara. Abbastanza simile all'Ampari.

### Lingua Nanga Dama
La lingua Nanga Dama [nzz], è parlata da 3.000 persone, in 9 villaggi, nella regione di Mopti. Similarità con il Bankan Tey e col Ben Tey.

### Lingua Tebul Ure
La lingua Tebul Ure [dtu], è parlata da 3.000 persone, nella regione di Mopti..

### Lingua Tene Kan
La lingua Tene Kan [dtk], è parlata da 127.000 persone, nella regione di Mopti. I dialetti principali sono: Giwnri Kan, Tene Kan, Tengu Kan, Togo Kan e Woru Kan (o Wolu Kan).

### Lingua Tiranige Diga
La lingua Tiranige Diga [tde], è parlata da 4.200 persone, nella regione di Mopti. Ha notevoli somiglianze lessicali col Mombo.

### Lingua Tommo So
La lingua Tommo So[dto], è parlata da 60.000 persone, nella regione di Mopti. similarità col Donno So e Toro So.

### Lingua Tomo Kan
La lingua Tomo Kan [dtm], è parlata da 133.000 persone, nella regione sud-occidentale di Mopti. I dialetti principali sono: Aa, Aa Bara, Basara, Bongu, Nienne, Tanwan Bara, Tie Bara e Tienwan Ganda.

### Lingua Toro So
La lingua Toro So [dts], è parlata da 50.000 persone, nella regione di Mopti, nella zona delle città di Bereli e Madougou.
I dialetti principali sono: Ibi, Ireli, Sangha, Yorno e Youga. Vi sono similarità con le lingue Dogoso [dgs] e Dogosé [dos] parlate in Burkina Faso. Si tratta di una delle poche lingue dogon che viene anche scritta, utilizzando l'alfabeto latino, ed insegnata nelle scuole. Infatti è stata riconosciuta come lingua ufficiale (Decreto No. 159 del 19 luglio 1982). Esistono esempi di letteratura in questa lingua, anche se il tasso di alfabetizzazione è ancora piuttosto basso (intorno al 5%).

### Lingua Toro Tegu
La lingua Toro Tegu [dtt], è parlata da 2.900 persone, in 15 villaggi, nella regione di Mopti.

### Lingua Yanda Dom
La lingua Yanda Dom [dym], è parlata da 2.000 persone, nella regione di Mopti. Similarità col Nanga Dama.

### Lingua segreta
Esistono dei Dogon che usano il sigi so, una lingua segreta, parlata dai membri della Società Awa (società delle maschere) durante le loro cerimonie religiose.

## Comparazione lessicale
Nella tabella che segue sono presentati i numeri nelle principali lingue dogon:
| GLOSA | Nordorientale | Nordorientale | Centro-nord | Centro-nord | Bondum Dom | Altopiano centrale | Altopiano centrale | Altopiano centrale | Mombo  | Tomo Kan | PROTO- DOGÓN        |
| GLOSA | Toro Tegu     | Bakan Tey     | Yanda Dom   | Nanga       | Bondum Dom | Donno So           | Tommo So           | Dogul Dom          | Mombo  | Tomo Kan | PROTO- DOGÓN        |
| ----- | ------------- | ------------- | ----------- | ----------- | ---------- | ------------------ | ------------------ | ------------------ | ------ | -------- | ------------------- |
| '1'   | túrú          | tùmá          | tùmáː       | tùmâ        | kúndé      | tí / túru          | tíː / túmɔ́         | tɔ̀mɔ̀               | tíːtà  | tí       | *ti- *tuma/*turu    |
| '2'   | lɛ̌y           | yǒy           | nɔ́ː ~ nó    | wǒy         | nôːy       | lɛ̀y                | néː                | néːɡè              | nɛ́ːŋɡá | lɔ́y      | *lɛy~lɔy *noy/*neː- |
| '3'   | tǎːlí         | tàːní         | táːndù      | tàːndǐː     | tàːndîː    | tàːnu              | tàːndú             | táːndù             | táːndì | tàːnú    | *taːndɨ             |
| '4'   | nǎyⁿ          | nìŋŋěyⁿ       | cɛ́zɔ̀        | nɔ̌yⁿ        | kɛ́ːdʒɛ̀y    | này                | nǎy                | kɛ́ːsɔ̀              | kɛ́ːjɔ́  | nǎyⁿ     | *nay *kɛːsɔ         |
| '5'   | nǔːyⁿ         | nùmmǔyⁿ       | nûm         | nìmǐː       | nùmîː      | nùmoro             | ǹnɔ́                | ǹó                 | núːmù  | núnɛ́ːⁿ   | *numu-              |
| '6'   | kúréy         | kúròy         | kúlé        | kúrê        | kúlèy      | kúlóy kulei        | kúlóy              | kúlè               | kúléyⁿ | kúréː    | *kuley~kuloy        |
| '7'   | sóyⁿ          | síyⁿɔ̀yⁿ       | swɛ́ː        | súyɛ̂        | swɛ̂y       | sɔ̀y                | sɔ́y                | sɔ́ːwɛ̀              | sɔ́ːlì  | sɔ́ː      | *sɔːwi              |
| '8'   | ɡáːrà         | ɡáːrày        | sáːɡè       | ɡáːrɛ̀       | sáːɡìː     | ɡàɡara             | ɡáɡìrà             | sèːlé              | séːlè  | sìláà    | ?                   |
| '9'   | láːrà         | tèːsúm        | twâː        | tèːsǐː      | twây       | tùo tuɡɔ           | túwːɔ́              | tùːwɔ́              | tóːwà  | túwáà    | *tuwa               |
| '10'  | pɛ́ró          | pɛ́ːrú         | píyél       | pɛ́ːrú       | píyɛ́lì     | pɛ́lu               | pɛ́l                | pɛ́ːl               | pɛ́ːlù  | pɛ́rú     | *pɛːlu              |